# Shelley (film)
Pour les articles homonymes, voir Shelley.
Pour plus de détails, voir Fiche technique et Distribution.
Shelley est un film danois écrit et réalisé par Ali Abbasi et sorti en 2016. Le film a été projeté dans la section Panorama au 66e Festival international du film de Berlin.

## Synopsis
Elena fraichement arrivée de Roumanie commence son travail d'employée de maison auprès d'un couple qui vit retiré dans la campagne sans eau ni électricité. Devenant intime avec Louise elle accepte de porter l'enfant que le couple n'a jamais pu concevoir. Tout se passe à merveille, jusqu'à ce que la grossesse d'Elena se transforme en un véritable cauchemar. 

## Fiche technique
- Titre : Shelley
- Réalisation : Ali Abbasi
- Scénario : Ali Abbasi, Maren Louise Käehne
- Photographie : Nadim Carlsen et Sturla Brandth Grøvlen
- Montage : Olivia Neergaard-Holm
- Musique : Martin Dirkov
- Pays de production : Danemark
- Langue originale : danois
- Format : couleur
- Genre : dramatique, horreur
- Durée : 92 minutes
- Dates de sortie :
  - Allemagne : 14 février 2016 (Berlinale)
  - Pays-Bas : 19 avril 2016 (Imagine Film Festival)
  - Canada : 22 juillet 2016 (Fantasia International Film Festival)
  - Suède : 20 octobre 2016 (Monsters of Film, Stockholm)
  - Suède : 23 octobre 2016 (Lund Fantastisk Film Festival)
  - Danemark : 30 octobre 2016 (Festival international du film de Copenhague )

## Distribution
- Ellen Dorrit Petersen : Louise
- Cosmina Stratan : Elena
- Björn Andrésen : Leo
- Marlon Kindberg Bach : Sigurd
- Kenneth M. Christensen : Simon
- Peter Christoffersen : Kasper
- Marianne Mortensen : Isabella
- Patricia Schumann : Nanna

## Distinctions

### Sélections
- Berlinale 2016 : section « Panorama »
- Festival international du film de Copenhague 2016
- Festival international du film de Transylvanie 2016